# David Yates
David Yates (Saint Helens, Merseyside, Inglaterra; 8 de octubre de 1963) es un director, guionista y productor de cine y televisión británico que ha desarrollado una larga carrera televisiva en su país, principalmente concretando diferentes trabajos para la cadena BBC.
Realizó sus estudios en la National Film and Television School y dedicó sus primeros años como director profesional a la realización de cortometrajes y proyectos televisivos. Posteriormente ganó reconocimiento gracias a su labor en la miniserie State of Play y el telefilme Sex Traffic. 
David Yates saltó a la fama por hacerse cargo de la dirección de Harry Potter y la Orden del Fénix, película estrenada en 2007, desde entonces el director ha trabajado de manera ininterrumpida en el Mundo Mágico como director, teniendo a su cargo la dirección de siete largometrajes de dicho universo, de los cuales cuatro corresponden a las últimas películas de la serie Harry Potter (incluyendo la mencionada) y tres películas (hasta 2022) a la serie de películas de Animales Fantásticos y dónde encontrarlos. Por dicha labor es uno de los directores más reconocidos y exitosos del Reino Unido.
El común denominador de sus obras está en el tratamiento de temas como la corrupción, la manipulación y diversas intrigas institucionales, lo cual puede constatarse en sus trabajos más conocidos; obras como el cortometraje Rank o la miniserie Sex Traffic son reconocidos por abordar cuestiones sociales como el racismo y la trata de personas. Se ha señalado que su marca de estilo es el uso de la cámara en mano con tendencia al hiperrealismo.

## Primeros años y vida personal

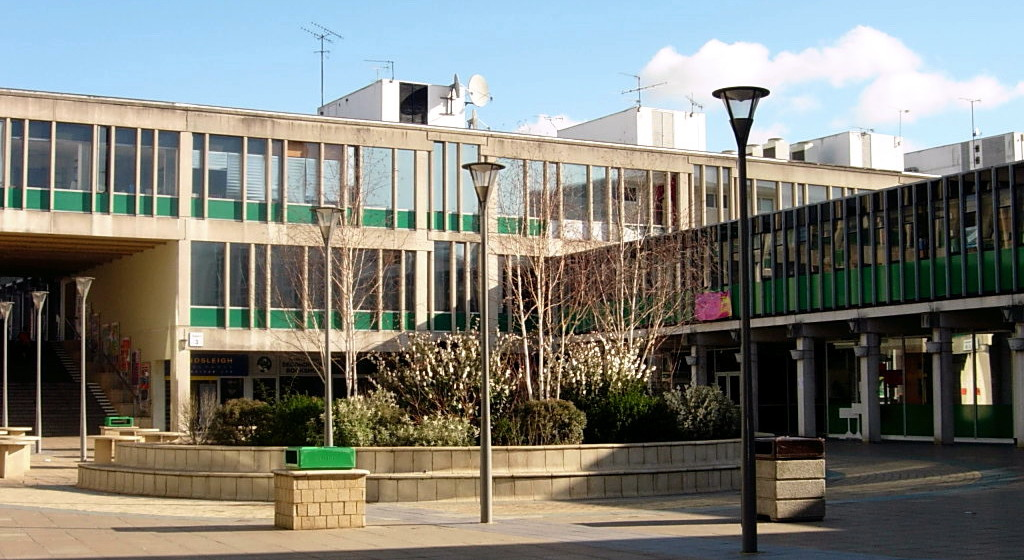
David Yates asistió a la Universidad de Essex.

David Yates y su hermano Andrew crecieron juntos, y su relación se hizo muy estrecha después de la muerte de sus padres durante su infancia. Yates está casado con Yvonne Walcott, tía del futbolista Theo Walcott del club Arsenal. La pareja no tiene hijos.
Nació en Saint Helens, Merseyside, Inglaterra, el 8 de octubre de 1963. Se crio en el pueblo de Rainhill, y se inspiró para seguir una carrera en el cine después de ver Tiburón, película de Steven Spielberg. Antes de su muerte, la madre de Yates le compró una cámara. Él la utilizó para crear varias películas y vídeos caseros en los que sus amigos y familiares aparecen. Yates asistió a la Universidad de Saint Helens, donde completó los cursos de sociología, y estudios de política y literatura, antes de pasar a la Universidad de Essex y la Universidad de Georgetown en Washington D. C.

## Primeros proyectos
Cuando vivía en Swindon a finales de la década de 1980, Yates se convirtió en director independiente y comenzó a trabajar en los Create Studios, en donde completó su primer cortometraje; para este, además, recibió fondos del Southern Arts. En este primer paso en el mundo del cine, Yates ocupó los cargos de director, guionista y productor. When I Was a Girl, tal es el nombre del cortometraje, explora la historia y el proceso de crecimiento de una jovencita durante el período de posguerra en los década de 1940, mezclando elementos del subgénero coming of age, cuestiones como el despertar sexual y las dificultades de su vida familiar. Esta obra circuló por diversos festivales y consiguió singular aceptación, ganando el premio Golden Gate en el Festival de Cine de San Francisco y el premio al Mejor cortometraje en el Festival Internacional de Cork de Irlanda; esta consagración le permitió a Yates entrar en la prestigiosa National Film and Television School en Beaconsfield, donde habían estudiado también otras personalidades conocidas de la industria cinematográfica como el director Terence Davies o el director de fotografía Roger Deakins.
A aquel primer cortometraje le siguieron The Weaver's Wife, el cual desarrolla una trama matrimonial ambientada en la Inglaterra del siglo XVI y marcó el inicio de su colaboración con el compositor Nicholas Hooper, Oranges and Lemons –para el cual fue contratado por la cadena BBC–, Good Looks de 1992 –trabajo con el que consiguió el Hugo de Plata en el Festival Internacional de Cine de Chicago– y Punch de 1996. Su último corto hasta la fecha, Rank, examina los problemas raciales en la ciudad escocesa de Glasgow centrándose en un puñado de refugiados somalíes y chicos oriundos de dicha ciudad. Gracias a esta obra, algunos críticos reconocieron en Yates a una «genuina promesa», y consiguió una nominación a los premios BAFTA en 2002.

## Cine y televisión

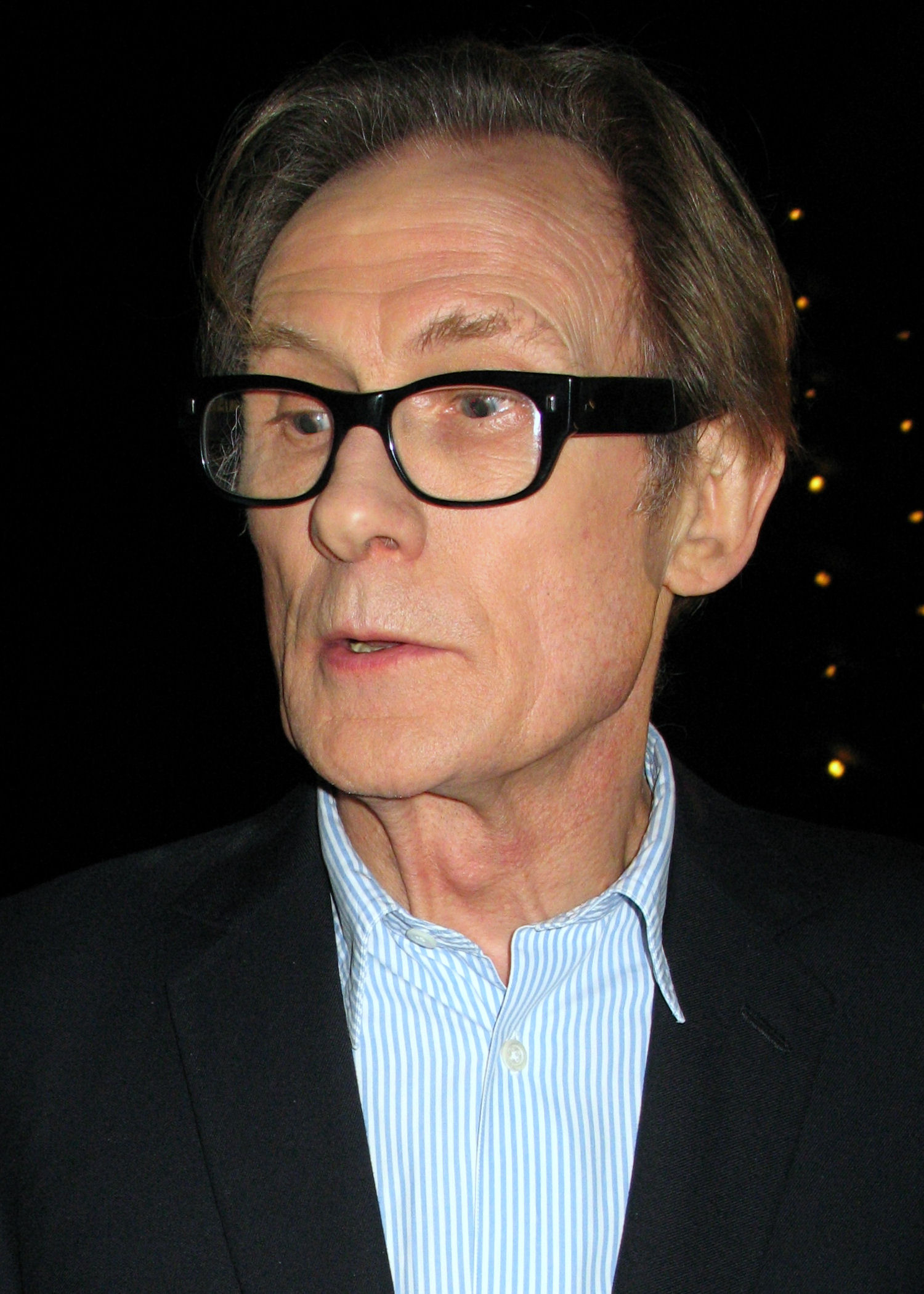
Bill Nighy es un actor recurrente en las películas del director.

A mediados de los años 90, Yates comenzó a trabajar en proyectos televisivos; su primer trabajo como director en este medio fue un puñado de episodios de la longeva serie policial The Bill. Le siguieron algunas intervenciones en episodios de Tale of Three Seaside Towns y posteriormente la serie The Sins, la cual trata sobre un criminal retirado que encontraba posibilidades de volver a las andadas.
Con The Way We Live Now de 2001, Yates comenzó a cultivar el formato que lo haría consagrarse en la televisión británica: la miniserie. The Way We Live Now fue una adaptación de la sátira decimonónica de Anthony Trollope y contó con un guion de Andrew Davis y las actuaciones de Shirley Henderson y Miranda Otto. En esta misma línea de producción, Yates asumió la dirección de State of Play en 2003; con guion de Paul Abbot y las interpretaciones de Bill Nighy, James McAvoy y Kelly Macdonald, State of Play se convirtió en un éxito y le valió al director el reconocimiento de la crítica y el público. Esta miniserie sobre el mundo de la política y el periodismo consiguió varias nominaciones y galardones en la entrega de los premios BAFTA. Posteriormente, la miniserie se convirtió en una película estadounidense dirigida por Kevin Macdonald.
Su siguiente trabajo fue el telefilm The Young Visiters en el año 2003. Dicha película adaptaba un relato que Daisy Ashford escribió a los nueve años y contó con el protagónico de Jim Broadbent y Hugh Laurie. El drama en dos partes Sex Traffic supuso más reconocimiento por parte de la crítica y le permitió ganar varios Premios BAFTA. Además, el telefilme fue visto por una audiencia de más de 2 millones de personas.
Al año siguiente volvió al mismo formato cuando dirigió la película La chica del café, un drama de corte romántico que narra la relación de un funcionario estatal enamorado de una mujer que conoce por casualidad, con la reunión del G-8 en Islandia como fondo. La película, producida por la cadena HBO, incorporaba elementos políticos y sociales que luego aparecerían —aunque no en la misma medida— en Harry Potter y la Orden del Fénix. Por ese trabajo consiguió una nominación al Premio Emmy en la categoría Mejor director de película televisiva o miniserie.
Su primer largometraje fue una película estrenada en 1998 que se tituló The Tichborne Claimant y se filmó en Merseyside. Este proyecto de corte independiente (cuyo presupuesto fue de aproximadamente 4 millones de dólares) cuenta una historia basada en un hecho real acontecido durante el período victoriano, el famoso «caso Tichborne» que Jorge Luis Borges incluyó entre las narraciones de Historia universal de la infamia. En este episodio, un impostor se hace pasar por el heredero de la acaudalada familia Tichborne auxiliado por un sirviente de la familia. La película consiguió comentarios entusiastas en la revista Empire, que destacó la capacidad del director para sostener el misterio en torno a la verdadera identidad del supuesto heredero y los apuntes sobre la sociedad inglesa de 1870, pero no tuvo éxito en la taquilla.
Tras este proyecto, Yates regresó a la dirección televisiva por un tiempo, ganando un prestigio que asentó su carrera. Así, tras el éxito de La chica del café, el director fue contratado por Warner Independent Pictures (una filial de Warner Bros.) para realizar una nueva adaptación de la novela de Evelyn Waugh Retorno a Brideshead, para cuyos protagonistas sonaban fuertes los nombres de Jennifer Connelly y Paul Bettany. Sin embargo, mientras trabajaba en el proyecto, los ejecutivos de Warner Bros. le ofrecieron la dirección de lo que sería su proyecto más grande en términos comerciales hasta la fecha: Harry Potter y la Orden del Fénix, quinta entrega en la serie de adaptaciones de las novelas escritas por la escocesa J. K. Rowling. Dados los problemas presupuestarios que afrontaba Retorno a Brideshead por aquel entonces, Yates se decantó por la dirección de Harry Potter, tomando el puesto que antes habían ocupado directores como Chris Columbus, Alfonso Cuarón y Mike Newell. El anuncio se hizo público a principios de 2005.

## La franquicia cinematográfica de Harry Potter

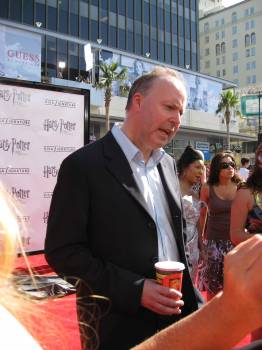
David Yates en la premier de Harry Potter y la Orden del Fénix (2007).

Harry Potter y la Orden del Fénix se estrenó en 2007 y se convirtió en su momento en el segundo filme más taquillero de la saga con ingresos que superan los 938 millones de dólares y le valió a su director una nominación a los Premios Empire y otro a los Premios Saturn. Según declaró el mismo realizador, le sorprendió en un principio que le hicieran la oferta para dirigir una película de esta envergadura siendo un director poco conocido en la industria, pero piensa que la misma pudo deberse a que los productores estaban buscando a alguien capaz de trabajar la temática política del filme y la creciente oscuridad del mismo.
Yates fue contratado de nuevo para la dirección de la siguiente entrega, Harry Potter y el misterio del príncipe, cuando se encontraba promocionando La Orden del Fénix. Su definición de la sexta película, en pocas palabras, fue «sexo, pociones y rock 'n roll» y además señaló que esta poseía una tonalidad distinta al episodio precedente ya que en El misterio del príncipe hay más ingredientes de comedia romántica.
Harry Potter y las Reliquias de la Muerte: parte 1 fue su siguiente largometraje, también la dirección de dicha película estuvo a su cargo; el puesto de director le fue ofrecido nuevamente después de que varios directores como Guillermo del Toro, Terry Gilliam y Steven Spielberg rechazaran la oferta. El rodaje de la cinta comenzó el 19 de febrero de 2009, estrenándose esta película mundialmente el 19 de noviembre de 2010. El largometraje logró recaudar poco más de 955 millones de dólares, y le valió a los productores la seguridad de que la siguiente película rebasara los mil millones de dólares, lo cual finalmente ocurrió.
Por último, Harry Potter y las Reliquias de la Muerte: parte 2, película de la cual también se hizo cargo, rompió el récord de vistas en su primera semana de estreno, además de colocarse en el cuarto lugar mundial de las películas con las mayores recaudaciones, recaudando cerca de 1330 millones de dólares alrededor del mundo. Esta película terminó de ser filmada junto con la Parte 1, en junio de 2010, retomando grabaciones para la escena del epílogo en los Leavdsen Studios el 21 de diciembre de 2010.
De esta forma, David Yates se convirtió en el director con más películas de Harry Potter dirigidas por él, dejando a Chris Columbus con las dos primeras, Alfonso Cuarón con Harry Potter y el prisionero de Azkaban y Mike Newell con Harry Potter y el cáliz de fuego.
Cabe destacar que, a pesar de sus premios y reconocimientos por parte de la industria cinematográfica, su labor como director de Harry Potter fue duramente criticada por la comunidad de fanes, que lo acusaban de eliminar o alterar innecesariamente escenas y aspectos importantes de la saga, así como incluir escenas inexistentes en los libros y modificar la caracterización de personajes respecto a como son descritos en los libros, dando lugar incluso a comunidades en internet de fanes de la saga que exigían su reemplazo por otro director o alguno de los anteriores. Ni Yates ni nadie del equipo directivo respondió jamás a las críticas.

## Futuros proyectos
Después de convertirse en uno de los más exitosos directores de cine de gran presupuesto, Yates dijo que su próximo trabajo sería "una película pequeña, con un presupuesto muy reducido". Se optó por adaptar Your Voice in my Head, un libro de memorias escrito por Emma Forrest, que fue publicado en 2011 por Bloomsbury, la editorial encargada de publicar todos los libros de Harry Potter en idioma inglés. Además, Yates habló sobre la adaptación cinematográfica diciendo: "Es una película pequeña, contundente y con elementos de realismo mágico. En comparación con Harry Potter, que le costaría gran dedicación y esfuerzo, por esa razón sería una película bastante accesible para adaptar". La película cuenta con los temas de la psicología y la autoestima. Forrest escribió el guion de la película, que es producida por Alison Owen y Ruby Films, con la financiación de BFI Film Fund y parte de Warner Bros.

## Filmografía

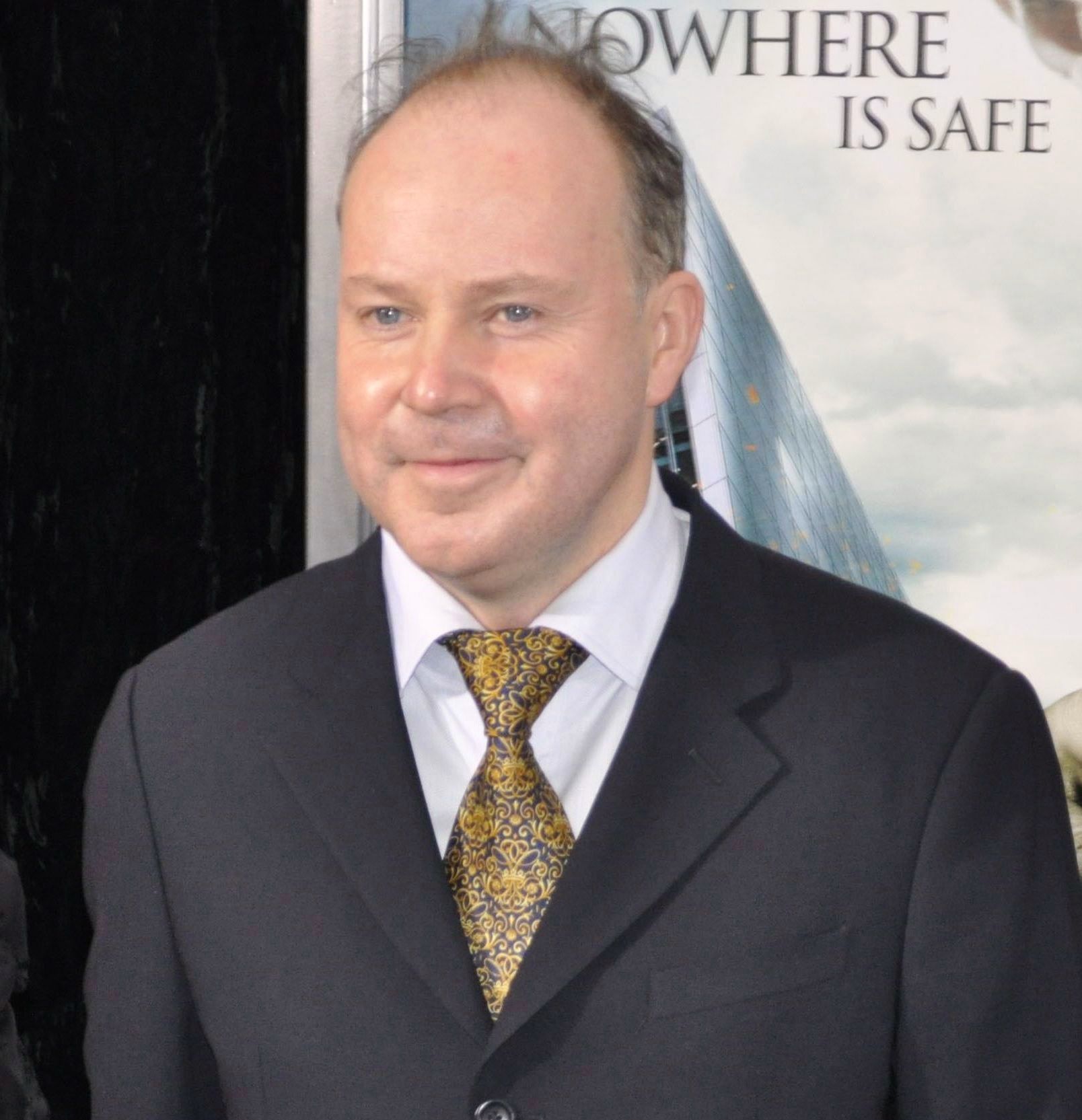
David Yates en 2010.

### Cine
- The Tichborne Claimant (1998)
- Harry Potter y la Orden del Fénix (2007)
- Harry Potter y el misterio del príncipe (2009)
- Harry Potter y las Reliquias de la Muerte: parte 1 (2010)
- Harry Potter y las Reliquias de la Muerte: parte 2 (2011)
- La leyenda de Tarzán (2016)
- Animales fantásticos y dónde encontrarlos (2016)
- Animales fantásticos: Los crímenes de Grindelwald (2018)
- Animales fantásticos: Los secretos de Dumbledore (2022)

### Televisión
- When I Was a Girl (1988)
- Oranges and Lemons (1991)
- The Weaver's Wife (1991)
- Good Looks (1992)
- Moving Pictures (1994)
- The Bill (1995)
- Tale of Three Seaside Towns (1995)
- Punch (1996)
- The Sins (2000)
- The Way We Live Now (2001)
- Rank (2002)
- The Young Visiters (2003)
- State of Play (2003)
- Sex Traffic (2004)
- La chica del café (2005)